# 우미노우라역
우미노우라역(일본어: 海浦駅)은 일본 구마모토현 아시키타군 아시키타정에 있는 히사쓰 오렌지 철도 히사쓰 오렌지 철도선의 철도역이다.

## 승강장
1면 1선 구조의 지상역이다.

## 역세권 정보
- 야쓰시로해

## 역사
- 1959년 6월 1일: 일본국유철도 가고시마 본선의 철도역으로 영업 개시.
- 1987년 4월 1일 - 민영화에 따라 규슈 여객철도의 소속이 되었다.
- 2004년 3월 13일 - 규슈 신칸센이 개통함으로, 히사쓰 오렌지 철도로 소속이 이관되었다.
- 2015년 2월 27일: 역 앞 광장 완공.

## 인접 정차역
| 히사쓰 오렌지 철도 ■ 히사쓰 오렌지 철도선 | 히사쓰 오렌지 철도 ■ 히사쓰 오렌지 철도선 | 히사쓰 오렌지 철도 ■ 히사쓰 오렌지 철도선 |
| ----------------------------------------- | ----------------------------------------- | ----------------------------------------- |
| 히고타노우라 야쓰시로 방면                | 보통                                      | 사시키 이즈미 방면                        |